# 스메데레보

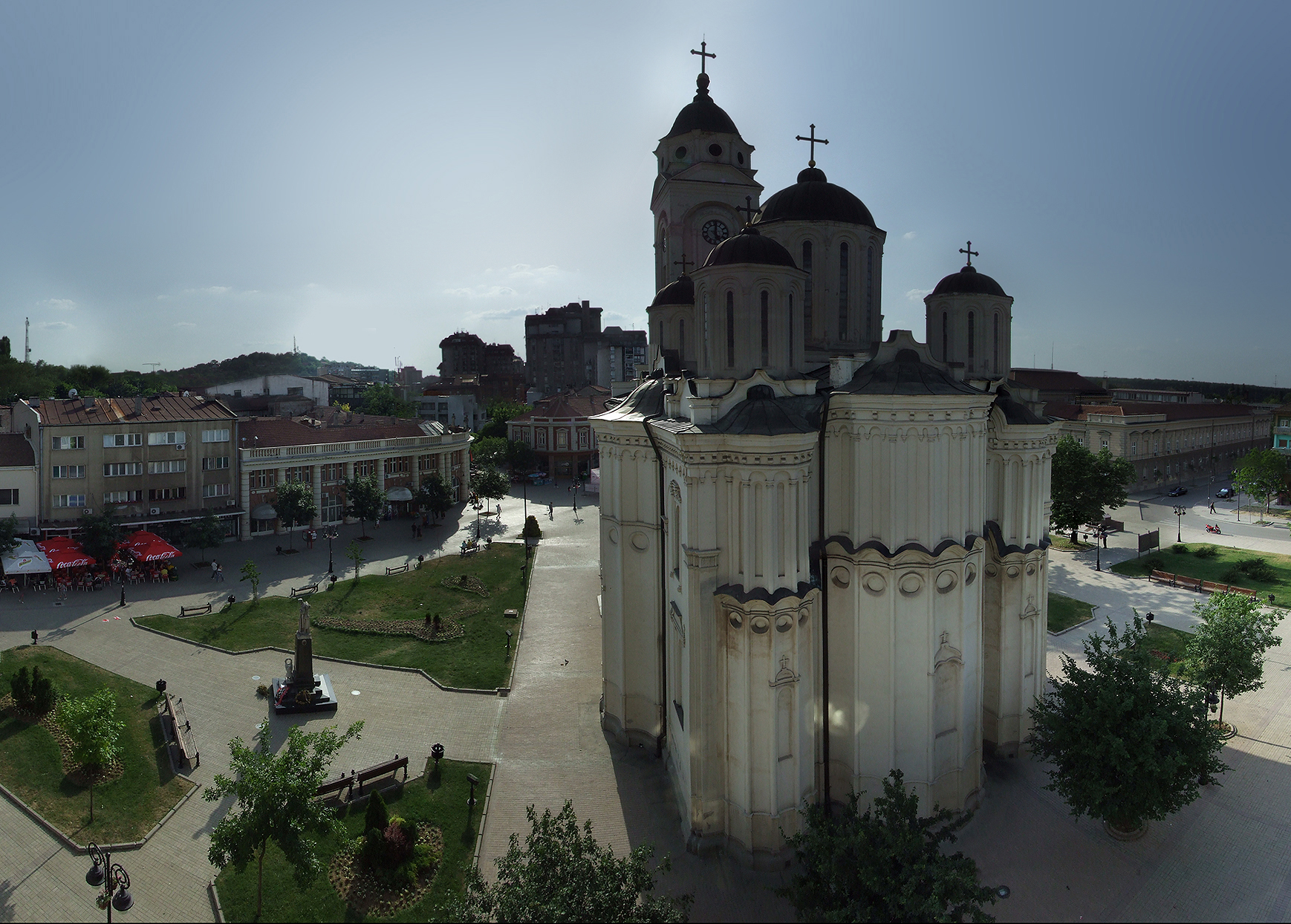
스메데레보 성 게오르기우스 성당

스메데레보(세르비아어: Смедерево, Smederevo, 루마니아어: Semendria, 헝가리어: Szendrő, 튀르키예어: Semendire)는 세르비아의 도시로, 포두나블레 구의 행정 중심지이며 면적은 484km2, 도시 인구는 77,808명(2002년 기준), 지방 자치체 인구는 109,809명(2002년 기준)이다. 다뉴브강 우안과 접하며 베오그라드(세르비아의 수도) 하류에서 약 40km 정도 떨어진 곳에 위치한다.
기원전 1세기 로마 제국에 정복되면서 빈체이아(Vinceia)라는 마을이 건설되었다. 1430년 요새가 건설되면서 세르비아 공국의 수도가 되었으며 오스만 제국에 정복되기 이전까지 두 차례(1430년~1439년, 1444년~1459년)나 세르비아 공국의 수도였던 곳이다.

## 자매 도시
- 보스니아 헤르체고비나 팔레
- 그리스 볼로스
- 몬테네그로 헤르체그노비